# Денисов Борис Миколайович
Борис Миколайович Денисов (Фарах) (нар. 1 січня 1964, Донецьк, Українська РСР, СРСР) — український військовослужбовець, полковник Збройних сил України, учасник війни в Афганістані та війни проти російської агресії.

## Біографія
Борис Миколайович Денисов народився 1 січня 1964 року в Донецьку. Свою військову кар'єру розпочав у Збройних силах СРСР в 1980-х роках. У 1986 році одержав звання лейтенанта, у 1987—1988 роках брав участь у бойових діях в Афганістані як десантник у складі радянських військ. За мужність і вірність військовому обов'язку був нагороджений орденом Червоної Зірки (№ 3830058).
Після розпаду СРСР у 1991 році Денисов залишився служити в Збройних силах України (покинув 1992-го), де пройшов службу на різних командних посадах у військах. Працював керівником у комерційних структурах, в Індустріальному виконкомі Дніпропетровська, був головою районного об’єднання афганців. Та у той ж час займав пост депутата Дніпровської міської ради.
Повернувся на службу під час початку російсько-української війни. Денисов брав безпосередню участь у бойових операціях, таких як бої за Донецький аеропорт, отримав контузію, після чого пройшов лікування та повернувся в зону бойових дій. У 2021 році він очолював один із відділів територіального центру комплектування та соціальної підтримки в Донецькій області. У 2022 році він активно протистояв повномасштабному вторгненню Росії, очолюючи оборону підрозділів, витримавши оборону під час боїв за Харків.
Окрім безпосередньої участі у боях, Денисов займається підготовкою молодого покоління військовослужбовців, передаючи їм свій багаторічний бойовий досвід і знання.
Наразі займає головні посади в армії, має жінку Наталію та виховує двох дітей, Максима та Яну.
За свою службу нагороджений орденом «За мужність» III ступеня, медаллю «Захиснику Вітчизни», медаллю «Орден Красної Зірки» та багатьма іншими відомчими відзнаками Міністерства оборони України.

## Нагороди
- Медаль «За бездоганну службу» (СРСР) (05.05.1988)
- Медаль «Воїну-інтернаціоналісту від вдячного афганського народу» (05.05.1988)
- Медаль «За бойові заслуги» (05.05.1988)
- Орден Червоної Зірки (26.07.1988)
- Відзнака Президента України «За участь в антитерористичній операції» (17.02.2016)
- Нагрудний знак «Учасник АТО» (06.08.2016)
- Нагрудний знак «За зразкову службу» (07.02.2019)
- Нагрудний знак «За досягнення у військовій службі» I ступеня (13.06.2022)
- Орден «За мужність» III ступеня (05.12.2022)
- Медаль «Захиснику Вітчизни» (05.12.2022)
- Медаль «За оборону Харкова» (06.12.2022)
- Орден «Честь і Слава» (01.01.2023) — від ОСУВ «Таврія»
- Нагородна зброя (07.12.2023) — пістолет, вручений за відзначну службу.

Життя після проходження служби в Афганістані.
Повернувся до служби після контузії в Афганістані.
3 липня 2024 року указом Головнокомандувача ЗСУ № 1013 йому присвоєно звання полковника.